# Hélio Pires
João Hélio Pereira Pires, mais conhecido como Hélio Pires (Taquara, 22 de março de 1947 - Taquara, 8 de janeiro de 2022) foi um futebolista brasileiro que atuava como atacante.

## Carreira
Foi revelado no Novo Hamburgo-RS no final dos anos 1960, onde ganhou o apelido de "Touro", e logo despertou o interesse do Grêmio, onde iniciou na equipe juvenil em 1965 e se profissionalizou.
Pelo clube, foi o autor do primeiro gol do Grêmio no estádio Beira-Rio. Hélio jogou no Grêmio entre 1969 e 1970, atuando em 50 partidas e marcando 19 gols.
Se transferiu em 1970 para o Coritiba. Em 1972, conquistou a Fita Azul, em excursão realizada entre junho e julho.
Em 1973, foi autor do gol que valeu ao Coritiba o título inédito do Torneio do Povo, em Salvador, diante do Bahia, no empate em 2 a 2. Além disso, foi o artilheiro do torneio.
Ainda em 1973, passou pela Portuguesa de Desportos e Santos.
Em 1974, retornou ao Coritiba, sendo novamente emprestado, desta vez ao Grêmio de Esportes Maringá, em 1975, para disputar o Campeonato Paranaense.
Pelo Grêmio Maringá, foi campeão do 1º turno do estadual, sendo o goleador e eleito pelo torcedor como o melhor jogador do elenco, recebendo o Troféu Guerreiro no dia 21 de abril de 1975.
Hélio jogou 111 jogos pelo Coxa e anotou 26 gols de 1971 a 1974. Pelo clube foi tricampeão paranaense.
Entre 1976 e 1977, atuou pelo Figueirense.

## Títulos
Coritiba
- Campeonato Paranaense: 1971, 1972, 1973

- Fita Azul: 1972

- Torneio do Povo: 1973

Santos
- Campeonato Paulista: 1973

Individuais
- Artilharia do Torneio do Povo de 1973: 3 gols

## Morte
Morreu em 8 de janeiro de 2022, aos 74 anos, vítima de problemas cardíacos.